# Amaxia pulchra
Amaxia pulchra är en fjärilsart som beskrevs av Rothschild 1909. Amaxia pulchra ingår i släktet Amaxia och familjen björnspinnare. Inga underarter finns listade i Catalogue of Life.